# Тунгир
Тунгир е река в Азиатската част на Русия, Източен Сибир, Забайкалски край, десен приток на Ольокма (от басейна на Лена). Дължината ѝ е 500 km, която ѝ отрежда 203-то място по дължина сред реките на Русия.
През есента на 1649 г. руският първопроходец Ерофей Хабаров по време на пътешествието си към река Амур се изкачва нагоре по река Ольокма до устието на Тунгир, където основава сегашното село Средна Ольокма, а след това и по Тунгир до изворите на реката.
Река Тунгир води началото си от югоизточните склонове на Тунгирския хребет в планината Ольокмински Становик, на 1200 m н.в., в североизточната част на Забайкалски край. По цялото си протежение реката тече през планината Ольокмински Становик, първите 340 km в североизточна посока между Тунгирския хребет на северозапад и Гулския хребет на югоизток, а след устието на река Гуля – на север и север-северозапад. До устието на река Бугарикта Тунгир тече в тясна планинска долина, с бързо течение, с множество бързеи и прагове. След това до устието на река Гуля (при 162 km) Тунгир протича през дълга и широка междупланинска долина, където течението ѝ се успокоява, появява се заливна тераса, в която реката силно меандрира. След устието на Гуля долината ѝ отново се стеснява и тук реката пресича напречно североизточните части на планината Ольокмински Становик, като образува множество планински меандри. Влива отдясно в река Ольокма (от басейна на Лена), при нейния 905 km, на 501 m н.в., при село Средна Ольокма, Забайкалски край.
Водосборният басейн на Тунгир има площ от 14,7 хил. km2, което представлява 7% от водосборния басейн на река Ольокма и се простира в североизточната част на Забайкалски край.
Границите на водосборния басейн на реката са следните:
- на изток и северозапад – водосборните басейни на река Нюкжа и други по-малки десни притоци на Ольокма;
- на юг – водосборния басейн на река Амур, вливаща се в Охотско море.

Река Тунгир получава над 40 притока с дължина над 15 km, но само един от тях е с дължина над 100 km: река Ненюга (десен приток) 125 km, 2260 km2, вливаща се при 120 km.
Подхранването на реката е смесено, като преобладава дъждовното (до 50%), а снежното (15%). Пълноводието на реката е разтегнато във времето от май до септември, а маловодието продължава от ноември до април. През лятото често се наблюдават катастрофални дъждовни прииждания на Тунгир. Среден многогодишен отток 90 m3/s, което като обем представлява 2,84 km3/год, максимален 356 m3/s, минимален 1,93 m3/s. Тунгир замръзва в края на октомври, а се размразява в края на април или началото на май, като ледохода продължава от 5 до 8 дни.
Средномесечен отток на река Тунгир (в m3/s).
По течението на реката са разположени четири села: Тупик (районен център), Заречное и Гуля и Средна Ольокма в устието на Тунгир.